# الشيء الحقيقي (فريق موسيقي)
الشيء الحقيقي (بالإنجليزية: The Real Thing)‏ فريق بريطاني لموسيقى الروح soul music، تشكل في السبعينيات. قدم الفريق سلسلة من الأغاني الناجحة في بريطانيا، وظهر على قوائم أفضل الأغاني دوليًا بأغنيته «أنت لي كل شيء You to Me Are Everything»، والتي وصلت إلى المرتبة الأولى على قائمة الفردي في المملكة المتحدة، والمرتبة 28 على قائمة بيلبورد (R&B)، والمرتبة 64 على الهوت بيلبورد.
أهتم منسقي الموسيقى في فترة الثمانينات بتقديم أغنية «أنت لي كل شيء» وتم خلطها بأغاني أخرى لتعود إلى الظهور في عام 1986 بفضل منسقي الموسيقى: دي جي فروجي DJ Froggy، وسيمون هاريس Simon Harris، وكيه سي KC، فيما يسمى «ديكايد ريمكس»، ويحقق الفريق المركز الفضي (250.000 مبيعات). كان الفريق هو الأنجح في أعمال موسيقى الروك / الروح السوداء في إنجلترا خلال السبعينيات حسب عدد المبيعات.

## أعضاء الفريق
- جون تشابمان: ساكسفون
- سام إدواردز: لوحات المفاتيح (كيبورد)
- ستيوارت أنسيل: جيتار
- جون باور: جيتار باس
- داني روز: طبول[6]

## وصلات خارجية
- Feature on the band including an interview with Eddy Amoo – 'Children of the Ghetto; the Story of the Real Thing'
- Video interview with Eddy Amoo from BBC Liverpool08
- The Real Thing @ Discogs.com